# Roman Chwirot
Roman Chwirot (ur. 2 lipca 1909 w Berlinie, zm. 25 maja 1979 w Białymstoku) – okulista polski, docent w Akademii Medycznej w Białymstoku.

## Życiorys
Ukończył studia na Wydziale Lekarskim Uniwersytetu Poznańskiego. W okresie okupacji specjalizował się w Instytucie Oftalmologicznym pod kierunkiem prof. Władysława Henryka Melanowskiego, a zaraz po wojnie (4 maja 1945) został promowany na doktora medycyny (rozprawa Pierwotnie przewlekły gościec stawowy jako przyczyna utraty zdolności zarobkowych). Do 1947 zorganizował i kierował Oddziałem Okulistycznym Szpitala Ubezpieczalni Społecznej w Zabrzu, następnie powrócił do Poznania, gdzie był asystentem Kliniki Okulistycznej Uniwersytetu pod kierunkiem prof. Witolda Kapuścińskiego. Później pracował kolejno w Zielonej Górze (1951–1954, organizator i ordynator Oddziału Okulistycznego w Szpitalu Wojewódzkim), ponownie Poznaniu (1957, asystent Kliniki Okulistycznej Uniwersytetu, tym razem pod kierunkiem prof. Adama Kwaskowskiego), Szczecinie (1958–1970, Klinika Okulistyczna pod kierunkiem prof. Witolda Starkiewicza). W tym ostatnim okresie habilitował się (12 grudnia 1962) na podstawie dysertacji O zanikach tarczy po doświadczalnym przecięciu nerwu wzrokowego.
W styczniu 1971 przeszedł do Akademii Medycznej w Białymstoku. Był docentem i kierownikiem Kliniki Okulistycznej. Wraz z podwładnymi zajmował się m.in. chirurgią rekonstrukcyjną powiek i oczodołu.
W 1954 roku otrzymał odznakę „Za wzorową pracę w służbie zdrowia”.
Zmarł 25 maja 1979 w Białymstoku.